# Алиса на море (фильм, 1924)
«Али́са на мо́ре» (англ. Alice's Day at Sea) — короткометражный чёрно-белый немой фильм Уолта Диснея, выпущенный 1 марта 1924 года. Вторая серия «Комедий Алисы».

## Сюжет
Алиса (Вирджиния Дэвис) вместе со своей собакой отправляются на пляж. Они идут вдоль моря и встречают старого моряка, который рассказывает, как его корабль был утащен на дно моря осьминогом. Алиса очарована историями старого моряка, который выжил во многих кораблекрушениях. У Алисы появилась мечта посетить жителей подводного зоопарка. Алиса садится на сложенный парус рядом с лодкой и засыпает.
Во сне Алиса плывёт на корабле, налетает буря и корабль идёт ко дну. Алиса выплывает из обломков и видит много разных рыб и других удивительных морских животных. Вдруг Алиса видит страшного осьминога, а затем большая рыба пытается её проглотить. И Алиса просыпается на пляже.

## Художественные особенности
«Алиса на море» — один из первых фильмов Уолта Диснея с совмещением живого актера и нарисованных персонажей.
Начало на пляже — съёмки с живыми актёрами. Сон Алисы — рисованный мультфильм.
Аниматоры: Хью Харман, Аб Айверкс, Роллин Хамильтон.

## Постер
Постер к данному мультфильму был продан за 36 534 доллара на аукционе «Кристи», что сделало его самым ценным постером за всю историю мультипликации. А сам мультфильм был занесен в Книгу Рекордов Гиннесса.